# توکای اتیوپی
توکای اتیوپی (نام علمی: Turdus simensis) گونه‌ای از پرندگان تیرهٔ توکایان (Turdidae) است که در اریتره و اتیوپی یافت می‌شود.
این توکا گاهی به عنوان زیرگونه توکای زمین‌خراش (Turdus litsitsirupa) در نظر گرفته شده است.